# Anna Torsani
Anna Torsani (Borgo Maggiore, 10 ottobre 2001) è una sciatrice alpina sanmarinese, ha partecipato ai Giochi olimpici invernali di Pechino.

## Biografia
Attiva dal dicembre 2017, nel 2019  ha preso parte al XIV Festival olimpico invernale della gioventù europea a Sarajevo in Bosnia Erzegovina, arrivando 54ª nello slalom gigante e non concludendo lo slalom speciale; il mese successivo ha esordito ai Campionati mondiali juniores e nella rassegna iridata di Val di Fassa ha chiuso 70ª nello slalom gigante e non ha concluso lo slalom speciale. Dopo un infortunio che l'ha tenuta ferma più di un anno e mezzo, a fine 2021 ha ripreso le competizioni.
Ha partecipato ai XXIV Giochi olimpici invernali di Pechino 2022, suo esordio olimpico: rappresentante insieme ad Matteo Gatti e portabandiera di San Marino durante la cerimonia di apertura, si è piazzata 47ª nello slalom gigante e non ha completato la prima manche dello slalom speciale.
Non ha esordito né in Coppa Europa né in Coppa del Mondo e non ha preso parte a rassegne iridate.